# Monforte d'Alba
Monforte d'Alba är en ort och kommun i provinsen Cuneo i regionen Piemonte i Italien. Kommunen hade 1 995 invånare (2018).